# Пикков, Йоханнес
Йоханнес Пикков (эст. Johannes August Pikkov, 4 ноября 1883 — 3 сентября 1947) — эстонский архитектор, политик и деятель местного самоуправления.

## Биография
Родился в семье Марта Пиккова (19 ноября 1848—8 января 1918) и Ан Пикков, урождённой Куртманн (1 ноября 1847—10 июля 1924).
Окончил в 1934 году архитектурное отделение в Таллинском техническом университете.
В 1930-х годах работал архитектором в Министерстве дорог, а в 1940—1941 годах в Народном комиссариате коммерции. В 1935 году член Технического совета.
Член правления и архитектор квартирного объединения «Ома Колле».
В 1921 году был избран в Таллинское городское собрание. Социалист.
Во время Второй мировой войны в 1944 году был членом Национального комитета Эстонии, а с 18 сентября 1944 года стал министром дорог в правительстве Отто Тиифа.
Арестован НКВД 25 сентября 1944 года. Осуждён на процессе правительства Отто Тиифа в Москве, приговорён, как и Сумберг и Каарлимяэ, к 5 годам лишения свободы и 5 годам поражения в гражданских правах.
В августе 1945 вместе с Тиифом, Сузи и Пяртельпоэгом отправлен в Куйбышев, откуда попал в Новосибирск в Кривощёковские лагеря. В конце октября вместе с Тиифом попал в больницу с диагнозом алиментарная дистрофия.
Одновременно с Тиифом отправлен на работу за зоной. Страдал от тяжёлой болезни сердца и за зоной успел поработать только один день. 3 сентября 1947 года умер по сердечного приступа прямо на работе.

## Семья
- Жена — Марта Pikkov/Pikhof, урождённая Радер (Rader) (1886—4 июня 1946)[2]
- Брат — Фердинад Мартин Пикков (8 ноября 1886—26 мая 1964)[2]
- Сестра — Хелена-Вильгельмина (1 февраля 1881—1882), умерла в младенчестве[2] .

## Работы
- 1928 Таллинская мастерская, Пярнуское шоссе, 41
- 1930 Дополнительные магазины для «Oma Kolde» и торговых и офисных помещений в Таллине, Ристик 52-60
- 1933 Ангары и административное здание Таллинского аэропорта. Соавтор Константин Бёлау.
- 1938 Конкурс типовых проектов сельских жилых домов, I премия. Соавтор Артур Юрветсон (Jürvetson)
- 1939 Генеральный план города Печоры (Petseri) (после пожара 1939 года). Соавтор Фридрих Вендах
- 1941 жилой дом в Таллине, Нарвское шоссе, 12